# تورک (کالیفرنیا)
تورک، کالیفرنیا (به انگلیسی: Turk, California) یک محدوده ثبت‌نشده در ایالات متحده آمریکا است که در ایالت کالیفرنیا واقع شده‌است.

## خصوصیات
تورک ۱۵۳ متر بالاتر از سطح دریا واقع شده‌است.